# Llista de monuments de la Sénia
Llista de monuments de la Sénia inclosos en l'Inventari del Patrimoni Arquitectònic de Catalunya per al municipi de la Sénia (Montsià).
| Monument                                                         | Protecció | Estil/època                         | Localització                                                                        | Coordenades                                          | Codi?     | Imatge |
| ---------------------------------------------------------------- | --------- | ----------------------------------- | ----------------------------------------------------------------------------------- | ---------------------------------------------------- | --------- | --- |
| Habitatge medieval                                               |           | Obra popular XIV-XIX                | La Sénia C. Major, 15                                                               | 40° 38′ 05″ N, 0° 16′ 46″ E / 40.634768°N,0.279576°E | IPA-6476  | Carregueu una nova foto d'aquest monument                                                                                         |
| Habitatge al carrer Major, 44                                    |           | Obra popular XVI                    | La Sénia C. Major, 44                                                               | 40° 38′ 08″ N, 0° 16′ 44″ E / 40.635419°N,0.278786°E | IPA-6477  | Carregueu una nova foto d'aquest monument                                                                                         |
| Carrer Galileu                                                   |           | Obra popular Medieval               | La Sénia C. Galileu                                                                 | 40° 38′ 08″ N, 0° 16′ 44″ E / 40.635522°N,0.278760°E | IPA-6478  | Carregueu una nova foto d'aquest monument                                                                                         |
| Mas de les Vallcaneres                                           |           |                                     | La Sénia Camí de les Vallcaneres, partida de les Vallcaneres                        | 40° 45′ 09″ N, 0° 14′ 54″ E / 40.752610°N,0.248391°E | IPA-6479  | Carregueu una nova foto d'aquest monument                                                                                         |
| Església parroquial de Sant Bartomeu                             | BCIL 1992 | Barroc XVIII-XIX                    | La Sénia Pl. de l'Església, 7                                                       | 40° 38′ 06″ N, 0° 16′ 48″ E / 40.634872°N,0.279930°E | IPA-6481  | Església parroquial de Sant Bartomeu (la Sénia) · Vegeu més fotos d'aquest monument · Carregueu una nova foto d'aquest monument   |
| Antic ajuntament                                                 | BCIL 1992 | Gòtic tardà XIV-XIX                 | La Sénia C. Cardenal Cisneros, 21                                                   | 40° 38′ 05″ N, 0° 16′ 45″ E / 40.634715°N,0.279142°E | IPA-6482  | Carregueu una nova foto d'aquest monument                                                                                         |
| Casa abadia parroquial                                           | BCIL 1992 | XIV-XIX                             | La Sénia C. Major, 3-7                                                              | 40° 38′ 05″ N, 0° 16′ 47″ E / 40.634738°N,0.279680°E | IPA-6483  | Carregueu una nova foto d'aquest monument                                                                                         |
| Casa Abella, Castell Casa Martorell                              |           | Obra popular XIX                    | La Sénia Pl. Major, 5                                                               | 40° 38′ 05″ N, 0° 16′ 51″ E / 40.634809°N,0.280785°E | IPA-6484  | Carregueu una nova foto d'aquest monument                                                                                         |
| Casa Vidal                                                       |           | Obra popular XIX                    | La Sénia Pl. Major, 6                                                               | 40° 38′ 05″ N, 0° 16′ 50″ E / 40.634692°N,0.280423°E | IPA-6485  | Carregueu una nova foto d'aquest monument                                                                                         |
| Casa Prades                                                      |           | Obra popular XIX                    | La Sénia C. Saragossa, 40                                                           | 40° 38′ 12″ N, 0° 16′ 52″ E / 40.636546°N,0.281093°E | IPA-6486  | Carregueu una nova foto d'aquest monument                                                                                         |
| Habitatge al carrer Sant Miquel, 28-32                           |           | Obra popular, eclecticisme XIX-XX   | La Sénia C. Sant Miquel, 28-32                                                      | 40° 38′ 03″ N, 0° 16′ 58″ E / 40.634035°N,0.282732°E | IPA-6487  | Carregueu una nova foto d'aquest monument                                                                                         |
| Casa Froilan                                                     |           | Noucentisme XX (1916)               | La Sénia C. Sant Antoni, 10                                                         | 40° 38′ 06″ N, 0° 16′ 50″ E / 40.635039°N,0.280610°E | IPA-6488  | Carregueu una nova foto d'aquest monument                                                                                         |
| Habitatge al carrer Clotada, 11                                  |           | Noucentisme XX                      | La Sénia C. Clotada, 11                                                             | 40° 38′ 10″ N, 0° 16′ 57″ E / 40.63601°N,0.28244°E   | IPA-6489  | Carregueu una nova foto d'aquest monument                                                                                         |
| Casa Aliau, Casa de Vicent del Cacho                             |           | Obra popular, noucentisme XX        | La Sénia C. Sant Miquel, 25                                                         | 40° 38′ 04″ N, 0° 16′ 57″ E / 40.634307°N,0.282402°E | IPA-6490  | Carregueu una nova foto d'aquest monument                                                                                         |
| Casa del Mossèn Bel                                              |           | XIX-XX                              | La Sénia C. Jaume I, 4 - c. Pallarols, 8-10                                         | 40° 38′ 06″ N, 0° 16′ 49″ E / 40.635102°N,0.280241°E | IPA-6491  | Carregueu una nova foto d'aquest monument                                                                                         |
| Centre Republicà                                                 |           | Obra popular, noucentisme XX (1935) | La Sénia C. Primer de Maig, 16                                                      | 40° 38′ 06″ N, 0° 16′ 57″ E / 40.634961°N,0.282430°E | IPA-6492  | Centre Republicà (la Sénia) · Vegeu més fotos d'aquest monument · Carregueu una nova foto d'aquest monument                       |
| Cine Club                                                        |           | XX (1920)                           | La Sénia C. Reis Catòlics                                                           | 40° 38′ 06″ N, 0° 16′ 54″ E / 40.634881°N,0.281765°E | IPA-6493  | Carregueu una nova foto d'aquest monument                                                                                         |
| Casino                                                           |           | XIX-XX                              | La Sénia C. Sant Vicent - c. Sant Antoni - c. Ramón y Cajal                         | 40° 38′ 08″ N, 0° 16′ 51″ E / 40.635569°N,0.280908°E | IPA-6494  | Casino (la Sénia) · Vegeu més fotos d'aquest monument · Carregueu una nova foto d'aquest monument                                 |
| Escoles municipals de la Clotada, escoles velles                 | BCIL 1992 | Noucentisme XX                      | La Sénia Pg. de la Clotada, 23                                                      | 40° 38′ 12″ N, 0° 17′ 00″ E / 40.636735°N,0.283321°E | IPA-6495  | Carregueu una nova foto d'aquest monument                                                                                         |
| Les Coves de Martí, les Torres, la Torre de Martí                |           | Historicisme XIX (1895)             | La Sénia Ctra. la Galera - la Sénia, km 19-20                                       | 40° 37′ 33″ N, 0° 19′ 43″ E / 40.625858°N,0.328512°E | IPA-6497  | Carregueu una nova foto d'aquest monument                                                                                         |
| Camp d'Aviació de la Sénia                                       | BCIL 2010 | Obra popular XX (1937)              | La Sénia Camí dels Plans, a 2,5 km sud-est direcció a la Sénia                      | 40° 37′ 24″ N, 0° 18′ 27″ E / 40.623312°N,0.307586°E | IPA-6498  | Camp d'aviació de la Sénia · Vegeu més fotos d'aquest monument · Carregueu una nova foto d'aquest monument                        |
| Mas                                                              |           | Obra popular XIX                    | La Sénia Camí del Cementiri, a 750 m de la població                                 | 40° 38′ 29″ N, 0° 16′ 50″ E / 40.641260°N,0.280464°E | IPA-6499  | Carregueu una nova foto d'aquest monument                                                                                         |
| Casa Gomis                                                       |           | Obra popular XIX-XX                 | La Sénia Ctra. a Mas de Barberans, partida del Caixol                               | 40° 40′ 36″ N, 0° 19′ 13″ E / 40.676669°N,0.320325°E | IPA-6500  | Carregueu una nova foto d'aquest monument                                                                                         |
| Mas de la Bassa Roja                                             |           | Obra popular XVIII-XIX              | La Sénia Camí de la Bassa Roja, partida Bassa Roja                                  | 40° 39′ 01″ N, 0° 18′ 54″ E / 40.650245°N,0.314903°E | IPA-6501  | Carregueu una nova foto d'aquest monument                                                                                         |
| Mas de Pasqual                                                   |           | Obra popular XIX-XX                 | La Sénia Ctra. a Mas de Barberans, km 7, a la dreta del barranc, partida Valldebous | 40° 41′ 08″ N, 0° 19′ 47″ E / 40.685645°N,0.329727°E | IPA-6502  | Carregueu una nova foto d'aquest monument                                                                                         |
| Mas del Sargento                                                 |           | Obra popular                        | La Sénia Pista del mas de la Vallcanera a Rafalgarí, partida Vallcaneres            | 40° 45′ 08″ N, 0° 14′ 09″ E / 40.75220°N,0.23589°E   | IPA-6503  | Carregueu una nova foto d'aquest monument                                                                                         |
| Mas de l'Amat                                                    |           | Obra popular                        | La Sénia Pista de Rafalgarí a Caro, partida Mas de l'Amat                           | 40° 45′ 15″ N, 0° 13′ 12″ E / 40.754126°N,0.219985°E | IPA-6504  | Carregueu una nova foto d'aquest monument                                                                                         |
| Font del Teix                                                    |           | Obra popular                        | La Sénia Camí de Millés a Tortosa, prop del barranc de Capach                       | 40° 45′ 53″ N, 0° 13′ 58″ E / 40.764622°N,0.232861°E | IPA-6505  | Carregueu una nova foto d'aquest monument                                                                                         |
| Font del Draper                                                  |           | Obra popular                        | La Sénia Camí de la Fàbrica de Calduch                                              | 40° 37′ 48″ N, 0° 16′ 42″ E / 40.630116°N,0.278232°E | IPA-6506  | Carregueu una nova foto d'aquest monument                                                                                         |
| Safareig de la Nòria                                             |           | Obra popular XIX-XX                 | La Sénia C. Jaume I, 43-45                                                          | 40° 38′ 09″ N, 0° 16′ 42″ E / 40.635797°N,0.278252°E | IPA-6507  | Safareig de la Nòria (la Sénia) · Vegeu més fotos d'aquest monument · Carregueu una nova foto d'aquest monument                   |
| Safareig de la Plaça                                             |           | Obra popular XIX                    | La Sénia C. Bailen, extrem oest                                                     | 40° 38′ 04″ N, 0° 16′ 46″ E / 40.634491°N,0.279340°E | IPA-6508  | Safareig de la Plaça (la Sénia) · Vegeu més fotos d'aquest monument · Carregueu una nova foto d'aquest monument                   |
| Safareig del Calvari                                             |           | Obra popular                        | La Sénia C. Rossell                                                                 | 40° 38′ 00″ N, 0° 17′ 02″ E / 40.633232°N,0.283946°E | IPA-6510  | Safareig del Calvari (la Sénia) · Vegeu més fotos d'aquest monument · Carregueu una nova foto d'aquest monument                   |
| Antic molí d'oli, Molí de la Sénia, molí de Baix o molí de Caliu |           | Obra popular XIX-XX                 | La Sénia Entre el nucli urbà i les Cases del Riu                                    | 40° 38′ 04″ N, 0° 16′ 39″ E / 40.634491°N,0.277606°E | IPA-6511  | Carregueu una nova foto d'aquest monument                                                                                         |
| Molí de l'Abella                                                 |           | Obra popular XIX-XX                 | La Sénia Camí del Molí l'Abella                                                     | 40° 37′ 38″ N, 0° 17′ 01″ E / 40.627196°N,0.283742°E | IPA-6512  | Carregueu una nova foto d'aquest monument                                                                                         |
| Molí de Virgili, de Dalt, de Martí o de Garcia                   |           | Obra popular XIX-XX                 | La Sénia A la dreta del pont Vell                                                   | 40° 38′ 05″ N, 0° 16′ 41″ E / 40.634634°N,0.277931°E | IPA-6513  | Carregueu una nova foto d'aquest monument                                                                                         |
| Restaurant El Trull, Molí Ballester                              |           | Obra popular XIX-XX                 | La Sénia C. Sant Miquel, 14                                                         | 40° 38′ 03″ N, 0° 16′ 56″ E / 40.63416°N,0.282114°E  | IPA-6514  | Carregueu una nova foto d'aquest monument                                                                                         |
| Molí de Miquel Joan o de Federico                                |           | Obra popular XIX Mitjan             | La Sénia C. Jaume I, 7 - c. Major, 3                                                | 40° 38′ 06″ N, 0° 16′ 47″ E / 40.635047°N,0.279794°E | IPA-6515  | Carregueu una nova foto d'aquest monument                                                                                         |
| Antiga fàbrica de paper                                          |           | Obra popular XIX-XX                 | La Sénia Camí dels Arenals                                                          | 40° 38′ 38″ N, 0° 16′ 16″ E / 40.643822°N,0.271113°E | IPA-6516  | Carregueu una nova foto d'aquest monument                                                                                         |
| Forn de calç                                                     |           | Obra popular                        | La Sénia Prop del refugi de Font Farrera, partida de Rafalgari                      |                                                      | IPA-6517  | Carregueu una nova foto d'aquest monument                                                                                         |
| Cabana de vinya o barraca                                        |           | Obra popular                        | La Sénia                                                                            |                                                      | IPA-6518  | Carregueu una nova foto d'aquest monument                                                                                         |
| Pou de Torril                                                    |           | Obra popular                        | La Sénia Camí del Pou de Torril                                                     | 40° 39′ 44″ N, 0° 17′ 25″ E / 40.662257°N,0.290211°E | IPA-6519  | Carregueu una nova foto d'aquest monument                                                                                         |
| Pou de les Sinyoles, povet de les Sinyoles                       |           | Obra popular                        | La Sénia Camí de les Senyoles, a 2 km població                                      | 40° 39′ 18″ N, 0° 17′ 40″ E / 40.654887°N,0.294361°E | IPA-6520  | Carregueu una nova foto d'aquest monument                                                                                         |
| Pou de la Ricarda                                                |           | Obra popular                        | La Sénia Camí del Pou de la Ricarda                                                 | 40° 40′ 31″ N, 0° 18′ 48″ E / 40.675370°N,0.313268°E | IPA-6521  | Carregueu una nova foto d'aquest monument                                                                                         |
| Pont Vell                                                        |           | Obra popular XX (1924)              | La Sénia Camí vell de la Sénia a les Cases del Riu                                  | 40° 38′ 02″ N, 0° 16′ 37″ E / 40.633969°N,0.276880°E | IPA-6522  | Pont vell de les Cases del Riu (la Sénia) · Vegeu més fotos d'aquest monument · Carregueu una nova foto d'aquest monument         |
| Pont del Molí de la Roca                                         |           | Obra popular XIX                    | La Sénia Ctra. comarcal de la Sénia a Ulldecona                                     | 40° 36′ 43″ N, 0° 19′ 36″ E / 40.611881°N,0.326703°E | IPA-6523  | Carregueu una nova foto d'aquest monument                                                                                         |
| Calvari                                                          |           | Barroc, obra popular XVIII          | La Sénia C. del Calvari                                                             | 40° 37′ 53″ N, 0° 16′ 59″ E / 40.631459°N,0.282988°E | IPA-6525  | Carregueu una nova foto d'aquest monument                                                                                         |
| Cementiri municipal de la Sénia                                  |           | Eclecticisme XX (1926)              | La Sénia Camí del Calvari                                                           | 40° 38′ 39″ N, 0° 16′ 37″ E / 40.644139°N,0.276983°E | IPA-6526  | Carregueu una nova foto d'aquest monument                                                                                         |
| L'Ermiteta dels Sants Metges                                     |           | Obra popular XIX-XX                 | La Sénia Ctra. a Tinança de Benifassar, camí dels Arenals                           | 40° 38′ 46″ N, 0° 16′ 16″ E / 40.646220°N,0.271193°E | IPA-6527  | L'Ermiteta dels Sants Metges (la Sénia) · Vegeu més fotos d'aquest monument · Carregueu una nova foto d'aquest monument           |
| Capella de la Mare de Déu de Pallerols                           |           | Obra popular XX                     | La Sénia Muntanya de Pallerols                                                      | 40° 40′ 40″ N, 0° 16′ 59″ E / 40.677716°N,0.282987°E | IPA-6528  | Capella de la Mare de Déu de Pallerols (la Sénia) · Vegeu més fotos d'aquest monument · Carregueu una nova foto d'aquest monument |
| Creu de terme del Prigó                                          |           | Gòtic XIV-XV, XX                    | La Sénia C. Barcelona - placeta del Prigó                                           | 40° 37′ 59″ N, 0° 17′ 06″ E / 40.633120°N,0.285070°E | IPA-6529  | Creu de terme del Prigó (la Sénia) · Vegeu més fotos d'aquest monument · Carregueu una nova foto d'aquest monument                |
| Font vella de la plaça Major                                     |           | Obra popular XIX                    | La Sénia Pl. Major                                                                  | 40° 38′ 05″ N, 0° 16′ 49″ E / 40.634750°N,0.280178°E | IPA-6530  | Font vella de la plaça Major (la Sénia) · Vegeu més fotos d'aquest monument · Carregueu una nova foto d'aquest monument           |
| Font del carrer del Carme                                        |           | Obra popular XIX                    | La Sénia C. del Carme - c. Saragossa                                                | 40° 38′ 12″ N, 0° 16′ 51″ E / 40.636584°N,0.280819°E | IPA-6531  | Carregueu una nova foto d'aquest monument                                                                                         |
| Font nova de la plaça Major                                      |           | Academicisme XX (1952)              | La Sénia Magatzem municipal                                                         |                                                      | IPA-6532  | Carregueu una nova foto d'aquest monument                                                                                         |
| Biblioteca Pere de Montcada                                      |           | Darreres tendències XX              | La Sénia C. Clotada                                                                 | 40° 38′ 09″ N, 0° 16′ 56″ E / 40.635903°N,0.282112°E | IPA-6535  | Carregueu una nova foto d'aquest monument                                                                                         |
| Forn de Raimundo                                                 |           | Obra popular XVIII-XX               | La Sénia C. Major, 19                                                               | 40° 38′ 05″ N, 0° 16′ 46″ E / 40.634753°N,0.279525°E | IPA-6537  | Forn de Raimundo (la Sénia) · Vegeu més fotos d'aquest monument · Carregueu una nova foto d'aquest monument                       |
| Façana d'habitatge al carrer Major, 57                           |           | Obra popular XIX-XX                 | La Sénia C. Major, 57                                                               | 40° 38′ 07″ N, 0° 16′ 42″ E / 40.63529°N,0.27847°E   | IPA-6538  | Carregueu una nova foto d'aquest monument                                                                                         |
| Botiga de Lluís Salvador                                         |           | Obra popular XX                     | La Sénia C. de Sant Joan, 9                                                         | 40° 38′ 04″ N, 0° 16′ 49″ E / 40.63443°N,0.28039°E   | IPA-6539  | Carregueu una nova foto d'aquest monument                                                                                         |
| Mas del Carxol                                                   |           | Obra popular                        | La Sénia Camí del Pou de la Ricarda, partida Carxols                                | 40° 40′ 36″ N, 0° 18′ 41″ E / 40.67661°N,0.31127°E   | IPA-6541  | Carregueu una nova foto d'aquest monument                                                                                         |
| Mas de Lluneta                                                   |           | Obra popular                        | La Sénia Ctra. a Mas de Barberans, km 5, a l'esquerra, partida Carxols              | 40° 40′ 10″ N, 0° 19′ 18″ E / 40.66950°N,0.32161°E   | IPA-6542  | Carregueu una nova foto d'aquest monument                                                                                         |
| Botiga d'Eulogio                                                 |           | Obra popular XX                     | La Sénia C. Jaume I, 5                                                              | 40° 38′ 06″ N, 0° 16′ 48″ E / 40.63504°N,0.27989°E   | IPA-6543  | Carregueu una nova foto d'aquest monument                                                                                         |
| Terrassa de la plaça Major i pèrgola                             |           | Obra popular, noucentisme XX        | La Sénia Pl. Major                                                                  | 40° 38′ 04″ N, 0° 16′ 46″ E / 40.634494°N,0.279545°E | IPA-6621  | Carregueu una nova foto d'aquest monument                                                                                         |
| Barraca de pedra, cabana de pedra seca                           |           | Obra popular XX                     | La Sénia Camí de Mitjaplana, primer camí a la dreta des de la Sénia                 |                                                      | IPA-38257 | Carregueu una nova foto d'aquest monument                                                                                         |
| Povet d'Homedes, bassa i pouet d'Homedes                         |           | Obra popular XX                     | La Sénia Camí d'Homedes                                                             | 40° 39′ 56″ N, 0° 18′ 38″ E / 40.665422°N,0.310684°E | IPA-38258 | Carregueu una nova foto d'aquest monument                                                                                         |
| Construcció medieval del carrer Galileu, 21                      | BCIL 2018 | Medieval                            | La Sénia C. Galileu, 21                                                             | 40° 38′ 08″ N, 0° 16′ 42″ E / 40.63544°N,0.27829°E   | IPA-46036 | Carregueu una nova foto d'aquest monument                                                                                         |